# Gerhard Fischer (Politiker, 1936)
Gerhard Fischer, auch Gerd Fischer (* 9. Februar 1936; † 30. August 2011 in Bremen) war ein deutscher Politiker (SPD). Er war Abgeordneter und Mitglied der Bremischen Bürgerschaft.
Fischer übte den Beruf eines Werkzeugmachers aus. Er war verheiratet und hatte zwei Kinder.
Seit 1963 Mitglied der SPD, gehörte er dem Ortsverein Sebaldsbrück der SPD an und war viele Jahre Vorsitzender dieses Ortsvereins. 
Er war von 1971 bis 1995 Mitglied der Bremischen Bürgerschaft und in dieser Zeit auch Mitglied des SPD-Fraktionsvorstandes. In der Bürgerschaft war er auch vertreten in den Deputationen für Arbeit und der für Bildung, Wissenschaft und Kunst und in dem Ausschuss für Angelegenheiten für die Integration von Ausländern.
Fischer war in verschiedenen Firmen Mitglied und Vorsitzender des Betriebsrates und des Gesamtbetriebsrates. Er war Mitglied der Arbeiterwohlfahrt und dort aktiv im Kreisausschuss, im Präsidium und im Nachbarschaftstreff Sebaldsbrück. Er war Mitglied im Deutschen Alpenverein und nahm an verschiedenen Hochgebirgstouren teil, unter anderem im Annapurna Himal, am Cotopaxi und Kilimandscharo.